# Шаблі
Ша́блі (біл. Шаблі, рос. Шабли) — село в Костюковицькому районі Могилівської області. Ваходить до складу Бороньковської сільради.